# Edom (visoravan)
Edom je visoravan u Izraelu i Jordanu. Nalazi se između Mrtvoga mora i Akabskog zaljeva. Domovina biblijskog naroda Edomićana i njihova kraljevstva.
Dio je gorski, a dio nizinski. Treći dio je danas u Negevu u Izraelu. Na Edomskoj visoravni je poznati grad Petra. Gorski dio Edoma je od oborinskih kamenih zidova od nubijskog pješčenjaka. Visoravan je crveno-smeđe mediteransko tlo. Prosječno je od 200 do 600 mm oborina godišnje. Ratarstvo je zbog ovakvih uvjeta tipično bliskoistočno za suhe uvjete. Zimi uvjeti vrlo su teški za život.
Prelaskom iz visoravni u nizinski Edom znatno se mijenjanju geološki, klimatski, topografski i biljni svijet. Visinska je razlika 1600 metara i dno je ispod morske razine. Vadiji su nekad bili obilni. Najveći ulaze duboko u Edomsku visoravan i teku zapadno ka vadi Arabahu. Sezonsku teku vadi Dana, vadi Ghuwair i vadi Ashaqer i ostali, koji postaju vadi Faynan pa onda vadi Fidan, zatim vadi Musa koji teče od Petre. Silaskom se dolazi u polusuhu zonu gdje godišnje oborine su samo 200 do 300 mm, a u pustinjskom području samo 25 do 150 mm. Visoravan ima uski zemljišni pojas dobre zemlje za ratarstvo na gruboj uzvisini, nizine su bogate bakrenom rudom.